# Astragalus rufescens
Astragalus rufescens är en ärtväxtart som beskrevs av Josef Franz Freyn. Astragalus rufescens ingår i släktet vedlar, och familjen ärtväxter. Inga underarter finns listade i Catalogue of Life.